# Tequan Richmond
Pour les articles homonymes, voir Richmond.
Tequan Richmond est un acteur américain, né le 30 octobre 1992 à Burlington, en Caroline du Nord.
Depuis son plus jeune âge, il apparaît dans des magazines américains comme Sports Illustrated, Reader's Digest, Newsweek, National Geographic.
Il a joué dans les séries Cold Case : Affaires classées, Urgences, The Shield, Les Experts et Tout le monde déteste Chris. Il apparaît aussi dans le clip de la chanson Hate It or Love It des rappeurs The Game et 50 Cent.

## Filmographie

### Cinéma
- 2004 : Ray : Ray Charles Jr. - 9-10 Yrs.
- 2006 : La Prophétie des Andes (The Celestine Prophecy) : joueur de basketball
- 2013 : Blue Caprice : Lee
- 2017 : Nowhere, Michigan : David
- 2018 : Savage Youth
- 2018 : Vengeance

### Télévision

#### Séries télévisées
- 2002 : Urgences : un garçon
- 2003 : Les Experts : Tramelle Willis-Tombs
- 2003 : MADtv : Tyson
- 2004 : Cold Case: Affaires classées : R.J. Holden
- 2005 : Access Granted : 'Game' jeune
- 2005 : La Vie avant tout : Shay Williams
- 2005 : The Shield : Lionel
- 2005-2009 : Tout le monde déteste Chris : Drew Rock
- 2006 : All of Us : Mike
- 2008 : Numb3rs : Bishop
- 2009 : Weeds : un adolescent
- 2010 : Detroit 1-8-7 : Appleman
- 2011 : Love That Girl! : Gilbert
- 2011 : Memphis Beat : Jesse
- 2011 : Private Practice : Tyler Hatcher
- 2012 : Mr. Box Office : Anthony
- 2012-2017 : Hôpital central : T.J. Ashford

#### Téléfilms
- 2003 : The Law and Mr. Lee : Andre Lee
- 2016 : Ringside : TC
- 2016 : Untitled Lena Waithe Project : Emmett